# Ramon Sugranyes de Franch
 (août 2010).
Si vous disposez d'ouvrages ou d'articles de référence ou si vous connaissez des sites web de qualité traitant du thème abordé ici, merci de compléter l'article en donnant les références utiles à sa vérifiabilité et en les liant à la section « Notes et références ».
Ramon Sugranyes de Franch, né le 30 octobre 1911 à Capellades et mort le 26 février 2011 à Barcelone a joué un rôle important dans le monde catholique international ; son engagement à la tête du mouvement international des intellectuels catholiques Pax Romana l’a conduit à être choisi comme l’un des « auditeurs laïcs » du Concile Vatican II et il a pu contribuer ainsi à l'évolution d'une Église « ouverte sur le monde » au cours du dernier tiers du XXe siècle.
Il a mené en parallèle sa carrière universitaire comme titulaire de la chaire de littératures ibériques à l’Université de Fribourg (Suisse), tout en maintenant un lien étroit avec sa Catalogne natale.

## Biographie
Fils de Domènec Sugranyes i Gras, architecte collaborateur de Gaudí et successeur de celui-ci à la direction de la Sagrada Familia, et de Xaviera de Franch, Ramon Sugranyes est né le 30 octobre 1911 à Capellades, près de Barcelone. Doublement licencié en Droit et en Lettres à l'Université de Barcelone (1933), il s’engage dans le mouvement des étudiants catholiques et, prenant une part active à la réforme de l’enseignement sous la République, il est Secrétaire du Conseil de l'Université Autonome de Barcelone ; à cette époque le journal catholique El matí publiait régulièrement ses articles, et il travaillait également comme professeur à l’Institut Escola, une école secondaire organisée suivant les idées pédagogiques les plus novatrices.
En 1935-1936, alors qu’il suit un cours de doctorat en Droit Romain à Milan, il rencontre le philosophe catholique catalan Carles Cardó et connait don Luigi Sturzo, l’inspirateur de la Démocratie Chrétienne italienne. Pendant l’été 1936, au début de la guerre civile, ce fervent catholique - et néanmoins opposé à « l'esprit de croisade »- décide de rester à l’étranger pour défendre ses idées. Plus tard à Paris, il fait partie des Comités pour la paix civile et religieuse composés d’intellectuels espagnols et français et dirigés par le philosophe Jacques Maritain et le penseur et diplomate Salvador de Madariaga.
En pleine Seconde Guerre mondiale, après quelques années difficiles en France, avec l'aide de l’éminent patricien catalan Rafael Patxot, il réussit à se réfugier en Suisse neutre, en premier lieu à Genève. Il y tisse une étroite relation avec un ami de Maritain, le théologien suisse Charles Journet, que le pape Paul VI fera cardinal. Il accompagne jusqu’à sa mort le cardinal Vidal i Barraquer – l’un des principaux représentants d'une église opposée au soulèvement militaire - réfugié au monastère de La Valsainte (Suisse); et il renoue avec le chanoine Cardó, lui aussi réfugié en Suisse. À l'Université de Fribourg, il termine son doctorat en Droit et poursuit des études sur le majorquin Ramon Llull, précurseur médiéval du dialogue interreligieux. Puis pendant trente ans, il enseigne à Fribourg les littératures ibériques, d'abord en tant qu’assistant, puis comme titulaire de cette chaire d’où sont sorties plusieurs générations d’hispanistes.
Lors des premières années d'après-guerre, Ramon Sugranyes contribue activement à la création du Mouvement International des Intellectuels Catholiques (MIIC) de Pax Romana (dont il existait au préalable une branche étudiante), d’abord comme secrétaire général, puis comme président. De ces activités et de longs voyages dans le monde entier naquirent des amitiés solides, parmi lesquelles des personnalités appelées à d’importantes fonctions publiques comme le futur Pape Montini, l’italien Vittorino Veronese, l’espagnol Joaquin Ruiz-Giménez, le chilien Eduardo Frei Montalva, la portugaise Maria de Lourdes Pintasilgo et le polonais Tadeusz Mazowiecki. Comme représentant de Pax Romana il est amené à jouer un rôle actif dans la Conférence des Organisations Internationales Catholiques (OIC) ; il est appelé à assister comme « auditeur laïc » au Concile Vatican II, puis nommé au Conseil Pontifical des Laïcs créé par Paul VI, aux côtés de l'archevêque de Cracovie, Karol Wojtyla. En 1965, l’Université de Laval au Québec, lui décerne le Doctorat Honoris Causa. Dans les dernières années de sa vie active, Ramon Sugranyes a présidé l'Institut International Jacques Maritain, dont le siège se situe dans la région italienne de Vénétie; d’autre part, dans le cadre de la faculté de théologie de Fribourg, il dirige l’élaboration d’un répertoire mondial de documents épiscopaux à caractère économique et social.
En 1944, à Genève, Ramon Sugranyes a épousé Liselotte Bickel, allemande d’origine juive; leurs quatre enfants sont nés et ont grandi à Fribourg avant de s’éparpiller de par le monde. Après son veuvage en 1973, il épouse en secondes noces Katrin Wyssmann-Ruch, citoyenne du canton de Berne. Il passe tous ses étés à Casa Bas, Capellades, son lieu de naissance. Il a su cultiver ses amitiés catalanes, notamment au monastère de Montserrat ou avec divers politiciens de la transition avec lesquels il s’était lié alors qu’il présidait la FIEHS (Fondation Internationale d'Etudes Historiques et Sociales sur la Guerre Civile d 'Espagne), une initiative internationale ayant pour but une recherche objective sur le passé récent.
En reconnaissance de sa carrière internationale, le gouvernement catalan lui a conféré la Creu de Sant Jordi. En 1998, il a publié ses mémoires : Militant per la justícia (Barcelone, édition Proa).
Le 26 février 2011, dans sa centième année, il meurt à Barcelone.